# Menjamel d'orelles negres
El menjamel d'orelles negres Manorina melanotis és una espècie d'ocell de la família dels melifàgids (Meliphagidae). Habita una petita zona de garriga a la confluència de Nova Gal·les del Sud, Victòria i Austràlia Meridional.